# Isla de la Juventud
Isla de la Juventud (španj. Otok mladosti) je najveći otok koji pripada državi Kubi osim samog otoka Kube. Ima status posebne općine, a ne pokrajine. Najveći je otok u Otočju Canarreos (Canarreos Archipelago) u kojem je osim Otoka mladosti još 671 manji otok. Otkrio ga je Kristofor Kolumbo. Do 1978. se je zvao Isla de Pinos (Otok borova). Kasnije je zbog ideoloških razloga nazvan Otok mladosti. 
Na otoku živi oko 100 000 stanovnika. Najveći grad je Nueva Gerona. Otok je prekriven borovim šumama te je razvijena drvna industrija. Značajna je poljoprivreda (uzgoj limuna) i ribarstvo. Na otoku je prije bio zatvor gdje je bio zatvoren Fidel Castro za vrijeme Batistinog režima.